# Lorgnon

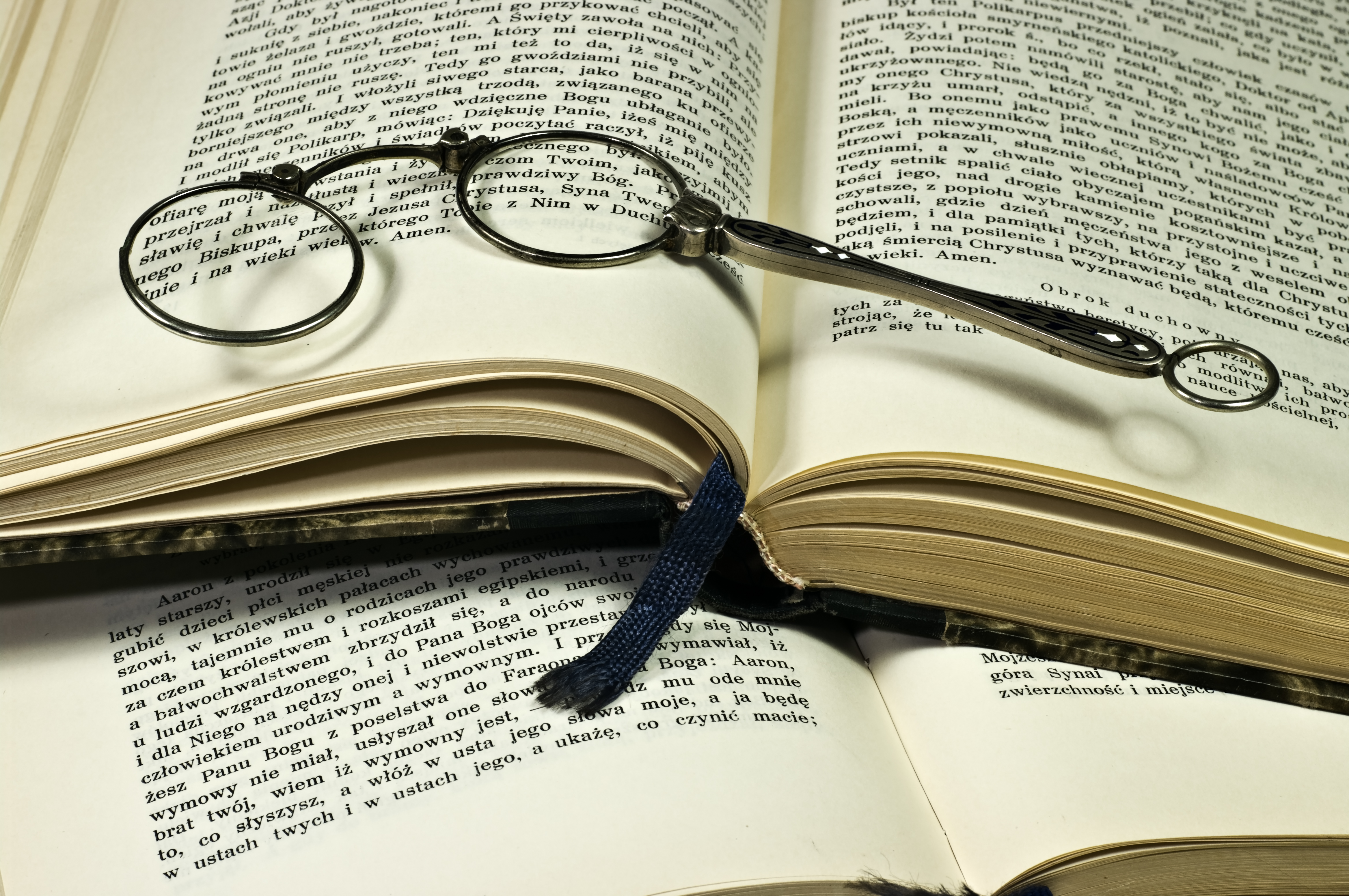
Lorgnon

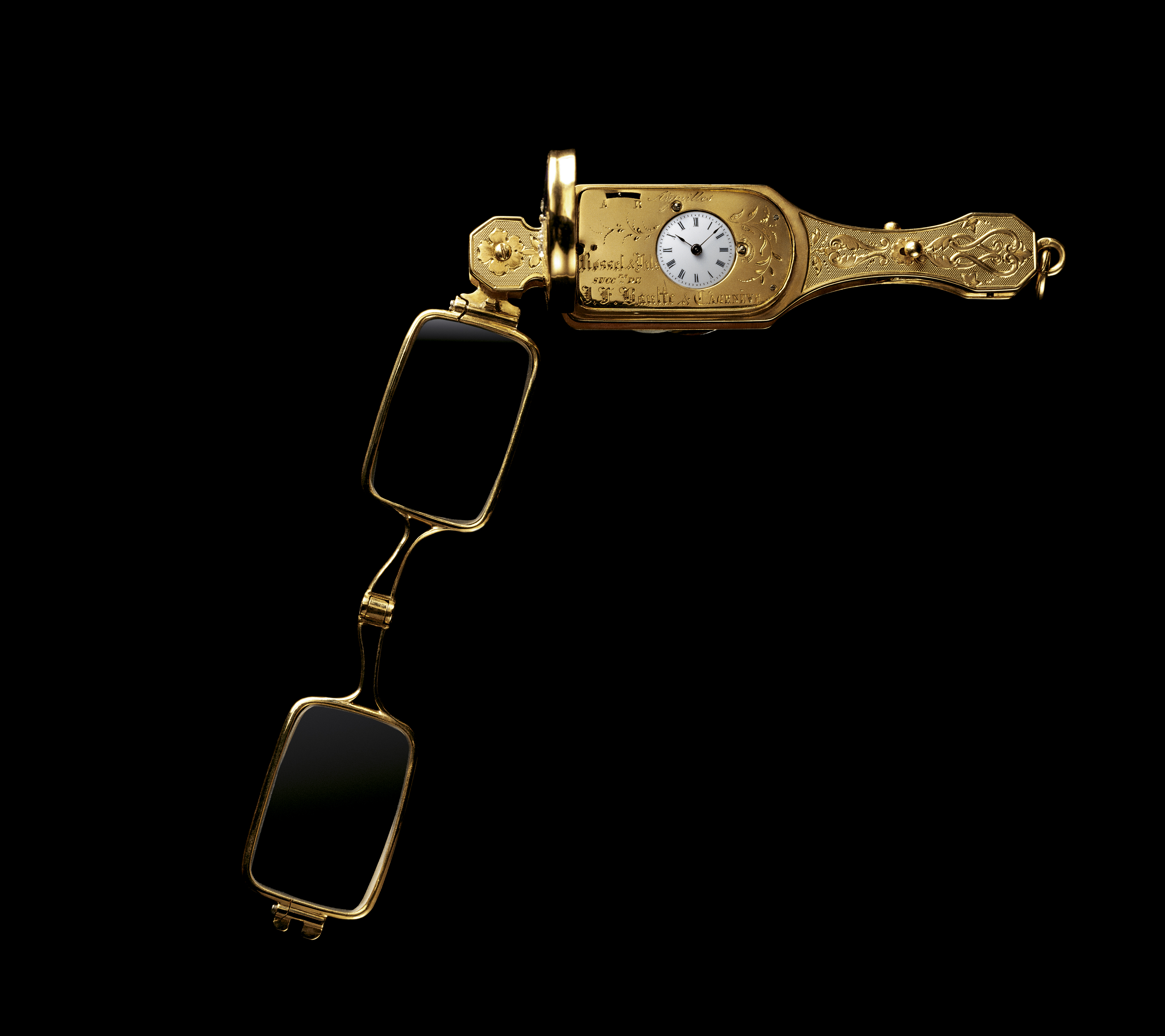
Złote ozdobne lorgnon z wbudowanym zegarkiem

Lorgnon ([lɔːˈnjɔ̃]; także lornion, lorgnette) – przyrząd optyczny służący zmniejszaniu skutków wad wzroku lub obserwacji odległych obiektów. Inaczej niż współczesne okulary korekcyjne czy binokle, lorgnon posiadają rączkę służącą do przytrzymywania przyrządu przy twarzy. Termin wywodzi się z francuskiego słowa lorgner oznaczającego patrzeć kątem oka, a to z kolei z pochodzącego z renesansowego francuskiego terminu lorgne, mrużyć.  Wynalazcą lorgnon był angielski optyk George Adams, szczyt ich popularności przypadł na XIX wiek.
W XIX wieku lorgnon były nie tyleż instrumentem optycznym, co elementem biżuterii, kosztownym dodatkiem do stroju wieczorowego i oznaką statusu społecznego. To czyniło z nich popularny rekwizyt podczas balów maskowych i wieczornych przedstawień w teatrach i operach, gdzie spełniały podobną funkcję do lornetek teatralnych.